# Ethojulus illinoensis
Ethojulus illinoensis är en mångfotingart som först beskrevs av Ottis Robert Causey 1950.  Ethojulus illinoensis ingår i släktet Ethojulus och familjen Parajulidae. Inga underarter finns listade i Catalogue of Life.